# Ludwik Julian Spiess

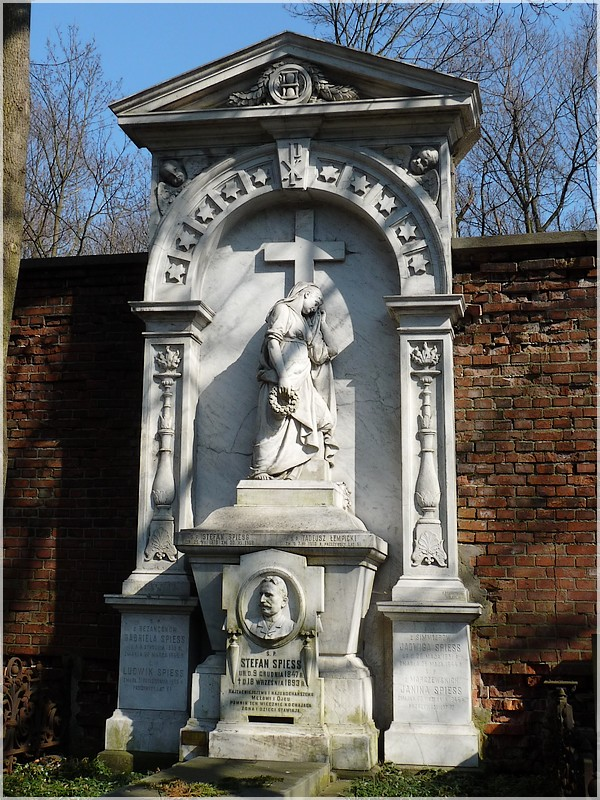
Grobowiec rodziny Spiessów na cmentarzu Powązkowskim w Warszawie

Ludwik Julian Spiess (ur. 23 lipca 1872 w Warszawie, zm. 31 października 1956 w Krakowie) – polski farmaceuta, przemysłowiec. Konsul honorowy Norwegii w Polsce.

## Życiorys
Syn Stefana Spiessa i Jadwigi z domu Simmler, brat Stefana Kazimierza Spiessa, wnuk Ludwika Henryka Spiessa i Józefa Simmlera. Jego wykształcenie nie jest znane, ale jemu współcześni wielokrotnie potwierdzali, że było ono gruntowne i że posługiwał się językami obcymi. W 1893 przejął po ojcu podupadłą firmę farmaceutyczną. Z racji młodego wieku w prowadzeniu interesu pomagał mu szwagier, Jan Kozłowski, mąż jego siostry Jadwigi.
W 1899 doprowadził do połączenia firmy Fabryka Płodów Chemicznych „Ludwik Spiess i Syn” z Zakładem Zjednoczonych Aptekarzy w przedsiębiorstwo o nazwie Warszawskie Towarzystwo Akcyjne Handlu Towarami Aptecznymi i został wybrany na stanowisko prezesa rady (pełnił tę funkcję do 1944).
Od 1906 pełnił funkcję norweskiego konsula honorowego w Polsce. Rok później, realizując plan ograniczenia produkcji pobocznej, sprzedał Zakładom Chemicznym Strem Spółka Akcyjna część wytwórni w Tarchominie, odpowiedzialną za produkcję nawozów sztucznych. Doprowadził wówczas do powstania własnego laboratorium, gdzie prowadzono badania nad nowymi wyrobami.
Po wybuchu I wojny światowej wyjechał do Rosji, gdzie w 1917 w Moskwie został członkiem Rady Polskiej Zjednoczenia Międzypartyjnego. Następnie powierzono mu misję nawiązania kontaktu z powstałym we Francji Komitetem Narodowym Polskim. W związku z tym wyjechał do Lozanny, a następnie do Paryża, gdzie w marcu 1918 otrzymał stanowisko dyrektora Urzędu Polskiego ds. Cywilnych. Po odzyskaniu przez Polskę niepodległości powrócił do Warszawy i zaangażował się w działalność Komitetu Wyborczego Narodowego Bezpartyjnego Związku Ludowo-Narodowego, gdzie działał wspólnie z Władysławem Grabskim.
W 1922 zarządzane przez niego przedsiębiorstwo zmieniło nazwę na Przemysłowo Handlowe Zakłady Chemiczne Ludwik Spiess i Syn S.A w Warszawie i rozpoczęło współpracę z francuską firmą Les Établissements Poulenc Frères (od 1928 Rhône-Poulenc), które zapewniło dopływ kapitału i licencje na produkcję nowych preparatów.
W 1926 w Henrykowie uruchomiono rzeźnię pracująca na potrzeby zakładów Spiessa, wkrótce powstały również składy fabryczne w Bydgoszczy, Częstochowie, Katowicach, Lwowie, Poznaniu i Wilnie, a także zagraniczne przedstawicielstwa handlowe w Pradze, Ankarze i Rydze. Zakład posiadał elektrownię i bocznicę kolejową oraz wydawał czasopisma „Medicamenta Nova”, „Biologia Lekarska”, „Medycyna i Przyroda”, „Roczny Przegląd Naukowego Piśmiennictwa Lekarskiego”.
W Polsce niepodległej nadal sprawował funkcję konsula honorowego Norwegii w Warszawie (nominacja: 30 marca 1920), a od 1927 – konsula generalnego honorowego z kompetencją terytorialną na RP z wyjątkiem okręgu konsulatu Norwegii w Gdyni (od schyłku lat dwudziestych) i w Łodzi (od połowy lat trzydziestych). Utrzymywał bliskie stosunki z Romanem Dmowskim, wspierał finansowo działalność endecji oraz współtworzył Wydawnictwo Narodowe.
Po 1935 firma zarządzana przez Spiessa była największą w polskiej branży farmaceutycznej. Mimo rozluźnienia w 1936 relacji z francuskim kontrahentem w roku następnym wartość produkcji przekroczyła 7 milionów złotych, a linie produkcyjne opuszczało ponad 220 rodzajów produktów. Po wybuchu II wojny światowej ze względu na brak surowców i utrudnienia stawiane przez okupanta zakłady ograniczyły produkcję, mimo tego Spiess zatrudniał na podstawie fikcyjnych dokumentów ludzi poszukiwanych przez Gestapo, którym groził transport do obozów koncentracyjnych i na roboty.
W 1944 budynki zakładów w Tarchominie uległy znacznemu zniszczeniu, a wyposażenie wycofujący się Niemcy zdemontowali i wywieźli. W 1945 zakłady zostały znacjonalizowane (powstało przedsiębiorstwo Polfa Tarchomin S.A.), a Ludwik Spiess został pozbawiony majątku. W 1946 wyjechał do Gdyni, a następnie zamieszkał w Krakowie, gdzie zmarł w 1956. Spoczywa w grobowcu rodzinnym na cmentarzu Powązkowskim w Warszawie (kw. 205, rząd I, grób 18/20).
Odznaczony francuskim Krzyżem Kawalerskim Legii Honorowej (1918).